# Nelly van der Linden van Snelrewaard-Boudewijns
Nelly van der Linden van Snelrewaard-Boudewijns (Breda, 12 januari 1869 – Crowhurst, 8 februari 1926) was een Nederlandse muzieklerares en componiste. Enkele jaren na het afronden van het conservatorium ging ze zich toeleggen op muziek voor kinderliedjes.
Ze schreef onder meer de muziek van het kinderzangspel Jantje in Modderstad (1906) en van het sinterklaasliedje 'Wie komt er alle jaren daar weer uit Spanje varen'. Ook zette zij een groot aantal liedteksten van Rie Cramer op muziek.

## Leven en werk
Neeltje Boudewijns was de dochter van handelsreiziger Gerardus Boudewijns en Jeannette Eugenie Beaumont. Ze studeerde van 1887-1890 aan het conservatorium van Keulen. Ze had les van Max Pauer (piano), Arnold Mendelssohn (orgel), Franz Wüllner (koorzang) en Gustav Jensen (theorie en compositie). In 1889 kreeg zij een eervolle vermelding voor piano, orgel en contrapunt.
Ze trouwde op 29 januari 1891 met Herman Otto van der Linden, heer van Snelrewaard (1839-1897). Deze was advocaat geweest in Batavia. Hij had het boekje Banda en zijne bewoners (1873) geschreven, een reeks prenten uitgegeven onder de titel Portefeuille van Bloesemrein en hij gaf in eigen beheer volksmuziek uit. Het echtpaar verschilde bijna 30 jaar in leeftijd en hij overleed slechts 6 jaar na hun trouwen, in 1897. Daarna bleef zij ongehuwd.
Nelly van der Linden gaf les aan de Algemeene Zang- en Muziekschool in Breda. Ze dirigeerde een koor, gaf concerten (zowel piano als orgel) en gaf lezingen over het componeren door vrouwen. Ze was betrokken bij Vrede door recht, orgaan van den Nederlandschen Vrouwenbond ter Internationale Ontwapening (va. 1900) en bezocht het International Congress of Women (1915). Zij werd in datzelfde jaar penningmeester van de Vereeniging tot Bescherming van Dieren, afdeling Breda.
Zij gaf in de jaren 1895-1900 verschillende composities uit. De partituren verschenen grotendeels bij Muziekuitgeverij A.A. Noske (Middelburg, 1896-1926), van de idealistische uitgever Abraham Anthony Noske (1873-1945), die uitsluitend werk van Nederlandse componisten uitgaf. Vanaf 1901 legde zij zich toe op muziek voor kinderliedjes. Het door haar getoonzette kinderzangspel Jantje in Modderstad (1906) werd ook in Zweden, Finland en Indië opgevoerd.
Zij schreef muziek bij liedteksten van tekstdichters als Anna Sutorius, Agatha Snellen en Antoon de Rop (kinderliedjes van hun hand werden opgenomen in de reeks Kinderleven die zij uitgaf). Drie liedjes uit deze reeks Kinderleven werden overgenomen in het  kinderliedboek Kun je nog zingen, zing dan mee! Voor jonge kinderen (1912, 7e druk 1951):
- Hopsasa, faldera! Poesjes, nu opgelet (tekst: Beata)
- Trip, trip, trappeldetrap / Door de gang de vlugge stap (tekst: Titia van der Tuuk)
- Wie komt er alle jaren daar heel uit Spanje varen (tekst: Fred Berens)

Ook enkele liedteksten van Rie Cramer met muziek van Van der Lindens hand werden in verzamelliedboeken overgenomen, waaronder:
- Gijsje wou zijn melk niet drinken[5]
- Anneliesje heeft gejokt om een tweede koekje[6]

Deze liedjes verkregen hierdoor een langere verspreiding en ruimere bekendheid.
Van der Linden overleed op 8 februari 1926 in het zuiden van Engeland in de leeftijd van 57 jaar. Ze werd op 19 februari 1926 begraven op de protestante begraafplaats van Ginneken (een dorp ten zuiden van Breda, sinds 1942 een wijk ervan). Aan het graf werd een hulde gebracht door de Vereeniging tot Bescherming van Dieren.
Hendrika van Tussenbroek (1854-1935), Catharina van Rennes (1858-1940) en Van der Linden worden beschouwd als belangrijke componistes voor de ontwikkeling van het Nederlandse kinderlied eind negentiende en begin twintigste eeuw.

## Uitgaven (selectie)
Muziek voor kinderliedjes
- Kinderleven, meerdere tekstdichters (6 delen, va. ca. 1901)
- Jantje in Modderstad: kinderzangspel in vier bedrijfjes (1903), tekst: Tante Lize (naar het Zweedse prentenboek van Ottila Adelborg en Johanna Wildvanck)
- Liedjes bij prentjes (ca. 1913), tekst: Rie Cramer
- Nieuwe wijsjes (ca. 1920), tekst: Rie Cramer
- Liedjes bij het vuur (ca. 1923), tekst: Rie Cramer
- Liedjes aan het raam (1923), tekst: Rie Cramer

Muziek
- Zes liederen voor alt, gedichten van Hélène Swarth (1895)
- Drei Gesänge für Frauenstimmen oder Frauenchor (1895), partituur
- Lyrische Stücke voor piano (z.j.), partituur
- Seven pieces for the harmonium or organ
- Benedictus voor vrouwenkoor (vierstemmig)
- Kinderquatremains

## Straatnaam
In 1986 is er in Breda een straat vernoemd naar Nelly Boudewijns.
- Digitale Bibliotheek voor de Nederlandse Letteren: lind165
- Gemeinsame Normdatei: 1056135123
- International Standard Name Identifier: 0000 0003 9545 0444
- Library of Congress Control Number: nb2008025977
- Nederlandse Thesaurus van Auteursnamen: 071724656
- Virtual International Authority File: 290212960
- WorldCat: E39PBJvd7CgGvckvV7qPhv46rq